# Erwin Henkel
Erwin Henkel (* 11. Juni 1936 in Witzenhausen; † 8. Oktober 2023) war ein deutscher Politiker (SPD).

## Werdegang
Henkel absolvierte eine Lehre zum Bankkaufmann. Nach dem Abitur in Göttingen auf dem Zweiten Bildungsweg studierte er an der dortigen Universität zunächst von 1959 bis 1960 Rechts- und Staatswissenschaften sowie danach Wirtschafts- und Sozialwissenschaft in Frankfurt am Main. Im Jahr 1962 beendete Henkel sein Studium erfolgreich als Diplom-Handelslehrer.
Von 1963 bis 1969 war er Referent des hessischen Ministeriums für Arbeit, Gesundheit und Volkswohlfahrt. 1969 erfolgte seine Ernennung zum Oberregierungsrat. Im selben Jahr wurde Henkel letzter Bürgermeister der Stadt Dörnigheim. Um eine Eingemeindung nach Frankfurt zu vermeiden, schlugen Henkel und sein Hanauer Amtskollege Hans Martin vor, Dörnigheim nach Hanau einzugemeinden. Am Ende einigte man sich auf den Zusammenschluss Dörnigheims mit den Orten Bischofsheim, Hochstadt und Wachenbuchen zur neuen Stadt Maintal. Dörnigheim ging 1974 im Zuge der hessischen Gebietsreform in Maintal auf und Henkel wurde der erste Bürgermeister dieser neuen Stadt. 1983 wechselte er überraschend auf den Posten des Geschäftsführers des Hessischen Städte- und Gemeindebundes. Sein Parteikollege Walter Unger löste ihn als Bürgermeister ab. Henkel blieb bis zu seiner Pensionierung im Jahr 1999 Geschäftsführer des Hessischen Städte- und Gemeindebundes.
Am 2. März 2000 wurde er zum Ehrenmitglied der Hessischen Akademie der Forschung und Planung im ländlichen Raum ernannt. Henkel lebte ab 1969 in Dörnigheim, war verheiratet und hatte zwei Kinder.